# Julia Otero
Pour les articles homonymes, voir Otero et Perez.
Julia Otero Pérez (6 mai 1959, Monforte de Lemos, Lugo) est une présentatrice de télévision et radio espagnole.